# Julio Aróstegui
Julio Aróstegui Sánchez (Granada, 24 de julio de 1939-Madrid, 28 de enero de 2013) fue un historiador español especialista en la Edad Contemporánea. Entre sus trabajos destacan las aportaciones relacionadas con la violencia política en la historia contemporánea española, la guerra civil española, el carlismo, el movimiento obrero, la historiografía y la memoria histórica. También realizó importantes aportaciones en el ámbito metodológico y la historia del mundo actual.
Catedrático de Historia Contemporánea en la Universidad Complutense de Madrid, fue el primer director de la cátedra «Memoria Histórica del Siglo XX» de la Universidad Complutense de Madrid. En los años 1970 fue profesor de Enseñanza Media en el Instituto «Fray Luis de León» de Salamanca. Años más tarde fue profesor en la Universidad del País Vasco y la Universidad Carlos III de Madrid. Fue uno de los historiadores españoles que más atención dedicó a los problemas teóricos y metodológicos de la investigación histórica. 

## Biografía
Nacido el 24 de julio de 1939 en Granada, Aróstegui estudió con una beca en el granadino Colegio Mayor Isabel la Católica. Cursó estudios universitarios en la Universidad de Granada y en Madrid. Obtuvo una cátedra de enseñanza media en un instituto vitoriano en 1967. Se doctoró en Historia con la lectura en 1970 de El carlismo alavés y la guerra civil de 1870-1976, una tesis dirigida por Vicente Palacio Atard.
Obtuvo la cátedra de Historia en la UCM en 1984. Jubilado, entre 2009 y 2012 ejerció de catedrático emérito.
A mediados de enero de 2013 fue hospitalizado a causa de varias complicaciones cardíacas, falleciendo en Madrid el 28 de enero de 2013.

## Obras
- La Junta de defensa de Madrid: noviembre 1936-abril 1937. Comunidad de Madrid. 1984. ISBN 84-505-0088-5.
- La Europa de las grandes guerras (1914-1945). Comunidad de Madrid. 1984. ISBN 9788420756585.
- Francisco Largo Caballero: la última etapa de un líder obrero. Anaya. 2004. ISBN 84-86716-05-5.
- Los combatientes carlistas en la guerra civil española ; 1936-1939. Aportes XIX,. 1991. ISBN 84-86745-03-9.
- La investigación histórica: teoría y método. Crítica. 1995. ISBN 84-7423-746-7.
- La guerra civil, 1936-1939: la ruptura democrática. Temas de hoy. 1996. ISBN 84-7679-320-0.
- La transición (1975-1982). Acento editorial. 2000. ISBN 84-483-0553-1.
- Don Juan de Borbón. Arlanza. 2002. ISBN 84-95503-33-6.[5]
- La historia vivida: sobre la historia del presente. Alianza editorial. 2004. ISBN 84-206-4200-2.[6]
- La Guerra Civil española. Dastin Export. 2004. ISBN 84-96249-80-8.
- Largo Caballero: el tesón y la quimera. Debate. 2013. ISBN-10 8483069237.[7]

### Obras colectivas
- Historia y memoria de la guerra civil : encuentro en Castilla y León : Salamanca, 24-27 de septiembre de 1986  (coordinador) (1988)
- Una antología política (Junto a Julio Valdeón) (1999)
- Castilla y el 98 (como coordinador junto a J. A. Blanco) (2002)
- El carlismo y las guerras carlistas : hechos, hombres e ideas  (junto a Jordi Canal y Eduardo González Calleja) (2003)
- El mundo contemporáneo. Historia y problemas (como director junto con Cristian Buchruker y Jorge Saborido)  (2005)
- El tiempo presente : un mundo globalmente desordenado (2005) (junto a Jorge Saborido)
- Por qué el 18 de julio... y después (2006)
- La república de los trabajadores: la Segunda República y el mundo del trabajo (2006) (eds)
- España en la memoria de tres generaciones : De la esperanza a la reparación (2007) (editor)
- Guerra civil. Mito y memoria (como director) (2006)
- El último frente. La resistencia armada antifranquista en España 1939-1952 (como director junto con Jorge Marco) (2008)
- Une guerre de papier: la presse basque antifasciste dans les années trente  (junto a Severiano Rojo Hernández) (2011)
- Franco: la represión como sistema (coordinador) (2012)
- De Genocidios, Holocaustos, Exterminios (como coordinador junto a Jorge Marco y Gutmaro Gómez Bravo) (2012)